# Kuźnica Janiszewska
Kuźnica Janiszewska – wieś w Polsce położona w województwie wielkopolskim, w powiecie tureckim, w gminie Brudzew.
Wieś położona jest w południowo-zachodniej części gminy Brudzew. Jest jedną z najmniej zaludnionych miejscowości gminy.
Wieś zajmuje powierzchnię 828 ha, z czego blisko 70% stanowią lasy i użytki zielone.
W Kuźnicy Janiszewskiej znajduje się 37 gospodarstw, w tym 6 gospodarstw zamieszkiwanych jedynie w okresie letnim. Wieś liczy 115 mieszkańców.
Młodzież z Kuźnicy Janiszewskiej uczęszcza do szkół podstawowych w Koźminie lub Krwonach, zaś gimnazjaliści do Zespołu Szkolno-Gimnazjalnego w Brudzewie.
W latach 1975–1998 miejscowość administracyjnie należała do województwa konińskiego.